# Hans Bauer
Hans Bauer (28. července 1927, Mnichov – 31. října 1997, Mnichov) byl německý fotbalista, který reprezentoval Německou spolkovou republiku. Nastupoval především na postu obránce.
S německou reprezentací se stal mistrem světa roku 1954, na vítězném šampionátu odehrál dvě utkání ze šesti. V národním týmu působil v letech 1951–1958, za tu dobu v něm odehrál 5 zápasů.
V letech 1948–1959 působil v klubu FC Bayern Mnichov. V sezóně 1956/57 s ním vyhrál německý pohár.